# Hollis Copeland
Hollis Alphonso Copeland jr. (Trenton, 20 dicembre 1955) è un ex cestista statunitense, professionista nella NBA, in Spagna e in Cile.

## Carriera
Venne selezionato dai Denver Nuggets al terzo giro del Draft NBA 1978 (46ª scelta assoluta).

## Palmarès
- Campione USBL (1987)